# Гірки (Конотопський район)
Гі́рки — село в Україні, у Новослобідській сільській громаді Конотопського району Сумської області. Населення становить 25 осіб. До 2017 орган місцевого самоврядування — Бунякинська сільська рада.

## Географія
Село Гірки знаходиться на правому березі річки Сейм, вище за течією на відстані 4,5 км розташоване село Колодежі (Курська область), нижче за течією на відстані 4 км розташоване село Отруба (Курська область), на протилежному березі — село Олексіївка (Курська область). Навколо села проходить багато іригаційних каналів. Поруч проходить залізниця, станція Шечкове. По річці проходить кордон з Росією.

## Історія
12 червня 2020 року, відповідно до розпорядження Кабінету Міністрів України № 723-р «Про визначення адміністративних центрів та затвердження територій територіальних громад Сумської області», село увійшло до складу Новослобідської сільської громади.
19 липня 2020 року, в результаті адміністративно-територіальної реформи та ліквідації Путивльського району, увійшло до складу новоутвореного Конотопського району.
10 серпня 2024 року село зазнало ворожих російських атак. Як повідомили в Оперативному командуванні "Північ" зафіксовано 2 вибухи, ймовірно КАБ.    

## Відомі люди
- Аксьонов Іван Олександрович — поет, літературний критик, перекладач.

## Галерея

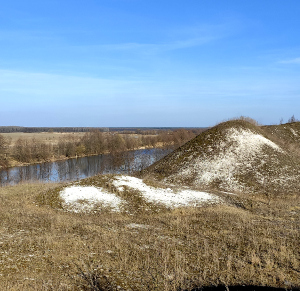
Мілові гори
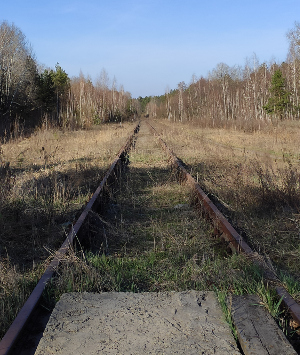
Залізниця біля Гірок
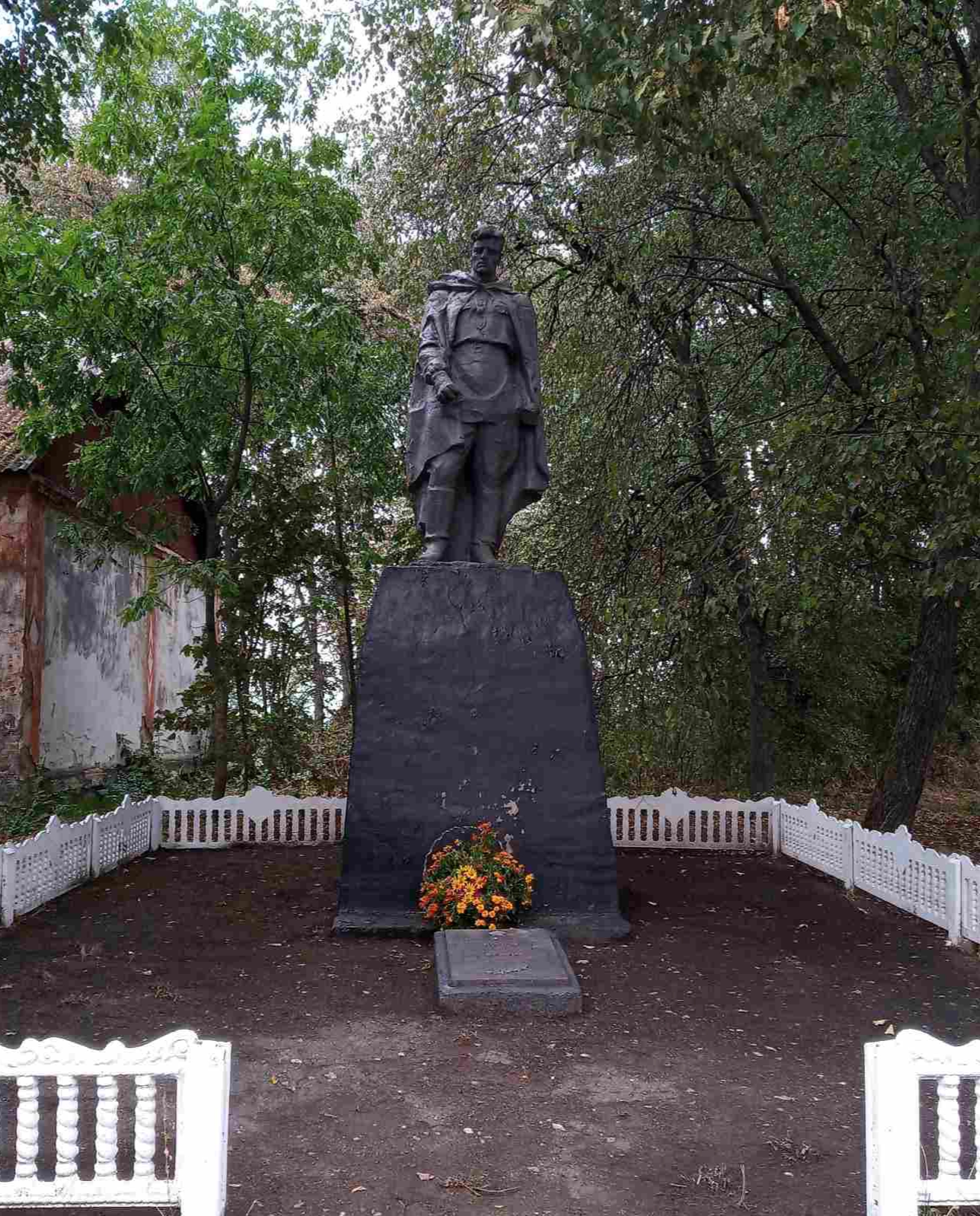
Братська могила радянських воїнів та В. Ф. Попова — партизана